# Jason Jones-Hughes
Jason Jones-Hughes (Sídney, 13 de septiembre de 1976) es un exjugador de rugby union profesional. Jugaba principalmente como centro, pero también podía jugar como lateral. Nacido en Sídney, Australia, jugó internacionalmente con Gales, debutando en la Copa Mundial de Rugby de 1999 después de una prolongada batalla legal sobre su elegibilidad con la Unión Australiana de Rugby. Jugó tres partidos internacionales antes de que la mala forma y las lesiones limitaran su carrera internacional. A nivel de clubes, jugó para New South Wales Waratahs, Newport y Munster. Se retiró en 2004 después de un año en Irlanda, tras sufrir una lesión en la espalda baja.

## Carrera
Nacido en Sídney, Australia, Jones-Hughes jugó para Australia a nivel internacional juvenil, haciendo apariciones para los menores de 16 años, escuelas, menores de 19 y menores de 21. A nivel de clubes, jugó para Randwick y los Waratahs de Nueva Gales del Sur en el Super 12, disputando once apariciones en la competición de 1998 y ocho en 1999, anotando un total de tres intentos. En abril de 1999, el entrenador de Gales, Graham Henry, se acercó a él para proponerle un traslado al Cardiff RFC con miras a ser seleccionado por Gales para la Copa Mundial de Rugby de 1999; a pesar de haber nacido en Australia, era elegible para jugar con Gales ya que su padre, Robert Jones-Hughes, era de Colwyn Bay.
En junio de 1999, Jones-Hughes fue incluido en el equipo preliminar de Gales para la Copa del Mundo; esa selección fue desafiada por la Unión Australiana de Rugby (ARU), ya que Jones-Hughes había jugado previamente para la selección nacional de Australia en un partido sin límites mientras estaba de gira en Argentina en 1997, así como para los Australian Barbarians, quienes eran considerados el de facto segundo equipo de Australia en ese momento. Su objeción se vio reforzada cuando nombraron a Jones-Hughes en el equipo de los Australian Barbarians para jugar contra Nueva Zelanda A en julio de 1999, aunque Jones-Hughes no estaba seguro de su elegibilidad después de estar disponible para la selección de Gales.
La Junta Internacional de Rugby (IRB) confirmó la objeción de la ARU, y la ARU amenazó con multar a Jones-Hughes si no se presentaba para el servicio de Barbarians contra Nueva Zelanda A. La Unión Galesa de Rugby (WRU) apeló la decisión, y se les dieron dos semanas adicionales para finalizar su equipo para la Copa del Mundo en espera del resultado de la apelación el 5 de septiembre de 1999. La decisión finalmente fue revocada y Jones-Hughes fue declarado elegible para jugar con Gales en la Copa del Mundo. A pesar del veredicto, la ARU mantuvo su posición con respecto al contrato de Jones-Hughes y advirtió que Gales podría perder cualquier partido en el que Jones-Hughes estuviera involucrado si la decisión se revocaba nuevamente. También se quejaron de los anuncios publicados en los medios australianos que animaban a otros jugadores con ascendencia galesa a declarar su elegibilidad para la selección nacional de Gales.
Jones-Hughes se unió al equipo de Gales para los preparativos de la fase final del torneo en septiembre de 1999. Fue nombrado en el banquillo para el partido inaugural de la Copa del Mundo contra Argentina, e impresionó lo suficiente como para ganarse un puesto titular en la banda derecha para el segundo partido contra Japón; sin embargo, quedó fuera de los cuartos de final contra Australia, que Gales perdió 24–9.
Después del torneo, Jones-Hughes se unió al Newport galés, que intentó inscribirlo para jugar en la Copa Desafío de Europa 1999-2000; sin embargo, la autorización para su transferencia no se recibió de la ARU a tiempo, lo que resultó en un ultimátum de la Unión Galesa de Rugby (WRU) para que respondieran o Jones-Hughes se jugaría sin su aprobación. Finalmente quedó en libertad el 25 de noviembre de 1999, pero sin que se acordara ninguna indemnización. En marzo de 2000, la ARU reclamó 60.000 libras esterlinas en compensación a la WRU por el desarrollo del rugby de Jones-Hughes. Jones-Hughes debutó el 4 de diciembre de 1999 en una derrota ante el Cardiff RFC, que también estaba interesado en ficharlo. Marcó un try en su debut en casa tres semanas después, en la victoria por 27-22 sobre Neath. Marcó otros cuatro intentos en la temporada 1999-2000, incluido un doblete en la victoria por 55-20 sobre Bridgend el 8 de abril de 2000.
En febrero de 2000, hizo su única otra aparición con Gales, comenzando con una derrota por 36-3 en casa ante Francia en el primer fin de semana del Torneo de las Seis Naciones inaugural. Tuvo un «mal partido» según la BBC, y fue eliminado para el siguiente partido contra Italia a favor de Allan Bateman, en lugar de jugar en el internacional 'A' contra el mismo rival. En marzo de 2000, su elegibilidad para Gales volvió a ser cuestionada cuando se supo que sus compañeros de equipo Shane Howarth y Brett Sinkinson no podían demostrar su ascendencia galesa, y Jones-Hughes fue investigado junto con el pilar del club sudafricano nacido en Inglaterra Peter Rogers y Matt Cardey, lateral nacido en Nueva Zelanda. Jones-Hughes finalmente no estuvo implicado, pero su llamado a Gales resultó en que la ARU propusiera cambios a las regulaciones del IRB que harían más difícil para los jugadores cambiar de nación. Sufrió una lesión en el ligamento del tobillo en el último partido de la temporada y se vio obligado a retirarse de una gira de desarrollo de Gales a Canadá ese verano.
Jones-Hughes anotó cinco intentos en 19 apariciones para Newport durante la temporada 2000-01, incluidos dos contra Cross Keys en la victoria por 53-5 el 2 de diciembre de 2000. Sufrió una lesión en la rodilla al final de la temporada contra Swansea y se perdió la victoria de Newport por 13-8 sobre Neath en la final de la Copa del Principado. La lesión lo mantuvo fuera hasta el inicio de la temporada 2001-02, e inicialmente se esperaba que regresara para el partido inaugural contra Caerphilly el 25 de agosto; sin embargo, su regreso se retrasó seis semanas después de una consulta con su cirujano.
Después de su eventual regreso contra Connacht el 11 de septiembre, sufrió una recurrencia de la lesión y se perdió el resto de la temporada. Debía regresar en un amistoso contra Worcester el 30 de septiembre de 2002, pero el club inglés se retiró del partido en el último minuto, lo que significó que no fue hasta noviembre de 2002 que finalmente regresó en un amistoso contra Swansea., anotando un try en la derrota por 14-13. Jugó 15 veces más en la temporada 2002-03 y anotó cuatro intentos. Con la llegada del rugby regional en Gales, a Jones-Hughes no se le ofreció un contrato con ninguno de los cinco equipos regionales y finalmente se unió al Munster irlandés. Sufrió una lesión en la espalda baja durante la temporada y, por consejo médico, se vio obligado a retirarse en julio de 2004.